# Snelverband
Een snelverband is een wondkussen en zwachtel in een. Het bestaat uit een sterk absorberend wondkussen met aan beide kanten een opgerolde elastische zwachtel. Het verband is snel aan te brengen en verschuift niet. Door de manier waarop een snelverband gevouwen is hoeft het gedeelte dat de wond bedekt tijdens het aanbrengen niet aangeraakt te worden en blijft het steriel.

## Gebruik
Een snelverband is bedoeld voor het afdekken van bloedende wonden. De combinatie van wondkussen en elastisch windsel laat het bloeden stoppen of in elk geval verminderen door druk op de wond uit te oefenen.

## Geschiedenis
Het snelverband werd in 1901 uitgevonden door de Koninklijke Utermöhlen NV, waarvoor het bedrijf het predicaat Koninklijk verkreeg.